# 플람스어
플람스어(네덜란드어: Vlaams 플람스[*])는 벨기에 북부 및 이와 인접한 네덜란드와 프랑스 영토의 역사적 플란데런 지역에서 쓰이는 저지 프랑크어의 방언군이다. 흔히 네덜란드어의 한 방언으로 여겨지며, 플란데런 네덜란드어, 벨기에 네덜란드어, 남부 네덜란드어 등의 이름으로도 불린다.

## 분류
"플람스어"라는 표현은 여러 의미를 가질 수 있는 모호한 말이며, 맥락에 따라 플란데런 지역의 네덜란드어와 관련된 다양한 비표준 방언을 가리킨다. 하위 분류로는 동플람스어, 서플람스어, 프랑스 플람스어, 제일란트 플람스어 등의 구분이 있다. 방언 연속체로서 명확한 언어학적 분류는 어렵다. 글로톨로그에서는 서플람스어와 프랑스 플람스어 방언들을 묶은 "서부 플람스어"를 제일란트어와 함께 "남서부 네덜란드 어군"을 이루는 독자적 언어로 분류했으며, 브라반트어와 동플람스어는 네덜란드어의 하위 방언으로 분류했다.

## 같이 보기
- 림뷔르흐어
- 제일란트어

## 참고
- 벨기에 현지인이 운영하는 플라망어 사전